# Mikroregion – Sdružení obcí Osoblažska
Mikroregion – Sdružení obcí Osoblažska je dobrovolný svazek obcí v okresu Bruntál, jeho sídlem je Osoblaha a jeho cílem je obnovení prosperity a rozvoj území Osoblažska. Mikroregion Osoblažsko se nachází v nejsevernější části Moravskoslezského kraje. Z jižní strany je ohraničen horským pásmem Jeseníků a ze severu a východu pak polskou hranicí. Dobrovolný svazek obcí Mikroregion – Sdružení obcí Osoblažska byl založen za účelem vyřešení zásobování pitnou vodou oblasti v 90. letech minulého století a v roce 2002 byla jeho činnost obnovena a zaměřena hlavně na společné řešení problémů přesahujících rámec jednotlivých obcí a zároveň společného rozvoje území, především v oblasti hospodářství, kultury, sportu, cestovního ruchu a přeshraniční spolupráce. V současnosti je jeho členy 13 obcí – Bohušov, Dívčí Hrad, Hlinka, Janov, Jindřichov, Liptaň, Osoblaha, Petrovice, Rusín, Slezské Pavlovice, Slezské Rudoltice, Třemešná a Vysoká. 

## Obce sdružené v mikroregionu
- Bohušov
- Dívčí Hrad
- Hlinka
- Janov
- Jindřichov
- Liptaň
- Osoblaha
- Petrovice
- Rusín
- Slezské Rudoltice
- Slezské Pavlovice
- Třemešná
- Vysoká

## Historie
Území Osoblažska bylo osídleno nejprve slovanským obyvatelstvem, vpády Tatarů (1241) a rusko-polských vojsk (1253) však natolik narušily populační poměry Osoblažska, že v polovině 13. století olomoucký biskup Bruno ze Schauenburku (Osoblažsko spadalo pod olomoucké biskupy, proto tvořilo tzv. moravskou enklávu ve Slezsku až do roku 1928) pozval kolonisty německého původu ze Saska či Braniborska, za účelem osídlit tento kraj. Pod jeho vedením byly na Osoblažsku některé vesnice obnovovány, či některé zakládány na zelené louce. Po třicetileté válce česká populace na Osoblažsku zanikla, obyvatelstvo Osoblažska bylo od této doby tvořeno veskrze obyvatelstvem německy mluvícím (včetně Židů).
Hlubokou ránu Osoblažsku zasadily rakousko-pruské války, jejichž následkem bylo v roce 1742 Slezsko rozděleno a nově vzniklá hranice nově ohraničila Osoblažsko. Byly tak přerušeny po staletí utvářené ekonomické vazby a Osoblažsko se tak od tohoto okamžiku postupně dostávalo do ekonomicky periferního postavení. V jeho ekonomice i nadále dominovalo zemědělství, zatímco v jeho okolí se rozvíjela průmyslová revoluce. Periferní postavení Osoblažska v té době potvrzuje i osoblažská úzkokolejka, která byla postavena v roce 1898 – tedy až o čtvrt století později než železnice z Krnova na Jeseník a navíc v úzkém rozchodu, aby bylo dosaženo úspory finančních nákladů. Úsporu mělo zajistit i její vedení co nejvíce po vrstevnici, což snížilo náklady na terénní úpravy. Hegemonie německého obyvatelstva na Osoblažsku byla částečně narušena až příchodem Čechů po roce 1918, kdy nově vzniklá Československá republika dosazovala do pohraničních oblastí státní zaměstnance českého původu, s nimiž přicházely i jejich rodiny. Češi a Němci vytvořili na Osoblažsku relativně bezkonfliktní prostředí, dokud se chování místních Němců nezačalo radikalizovat v souvislosti s nástupem Adolfa Hitlera k moci v sousedním Německu. Další změny v etnickém složení obyvatelstva Osoblažska vyvolal konec II. světové války, kdy bylo odsunuto německé obyvatelstvo. Oblast byla vzápětí doosídlena Čechy z vnitrozemí, volyňskými Čechy z dnešní Ukrajiny, Slováky a v neposlední řadě i Řeky. Z důvodu, že osoblažská sídla byla za války silně poničena a že se zde nenacházely významnější průmyslové podniky, nebylo dosídlení oblasti dostatečné – zatímco před druhou světovou válkou zde žilo téměř 23 tisíc obyvatel, dnes je to něco málo přes 10 tisíc.

## Současnost
Následky odsunu německého obyvatelstva jsou v krajině Osoblažska patrné dodnes – hustota zalidnění mikroregionu Osoblažsko je 35 obyvatel na km², což je hluboce podprůměrná hodnota, neboť republikový průměr je více než 3,5krát vyšší. Pravděpodobnost, že se zde narazí na člověka, je tedy 3,5krát nižší, než je tomu ve zbytku republiky, což z Osoblažska dělá trochu ospalý, osamocený a zádumčivý kraj, který člověku nabízí příležitost zamyslet se nejen nad sebou, ale i nad dramatickou historií místního kraje, které na vlastní duši zažilo, jak „chutnají“ národnostní rozepře: rok 1742 – válečným konfliktem byl místní kraj rozdělen, rok 1938 – Češi byli vyháněni Němci, po roce 1945 – Češi odsunuli Němce.
Nedosídlené vesnice postupně zanikaly, přesto však z krajiny nezmizely beze stopy – na jejich místě po nich zůstaly zarostlé zahrady či zbytky domů. Procházka takovými vesnicemi (na Osoblažsku např. Kašnice, Pelhřimovy, Studnice, Nový Les) nabízí velice silný zážitek. Periferní postavení Osoblažska a nedostatečné osídlení oblasti je jednak příčinou malé velikosti vesnic a jednak zabránilo rozvoji průmyslu, což vedlo k zachování kvalitních přírodních podmínek. Krajina Osoblažska tak tvoří jeden harmonický celek zvýrazněný různorodostí území – západní část je součástí Zlatohorské vrchoviny a je hornatého rázu s velkým rozsahem lesů, zatímco nejvýchodnější část, Osoblažská nížina, je rovinatá.
Mikroregion je atraktivní pro cestovní ruch – Osoblažsko je protkáno hustou sítí cyklotras i pěších tras, rozvíjí se také navazující služby. Hlavní atrakcí mikroregionu je bezpochyby úzkokolejná trať z Třemešné do Osoblahy, kde kromě běžné veřejné dopravy jsou provozovány turistické jízdy s parní lokomotivou. Projížďka v tomto vlaku malými vesničkami a idylickou krajinou Osoblažska nabízí nezapomenutelný zážitek.

### TOP 10 turistických cílů na Osoblažsku
1. úzkokolejná trať Třemešná – Osoblaha
2. židovský hřbitov v Osoblaze
3. rozhledna Biskupská kupa (Petrovice)
4. zámky v Linhartovech, Jindřichově, Dívčím Hradě a ve Slezských Rudolticích a zřícenina hradu Fulštejn s rekreačním areálem pod ním (Bohušov)
5. zaniklá obec Pelhřimovy s kostelem sv. Jiřího a barokní kapličkou
6. krajina kolem Petrovic a Janova
7. muzeum v Janově
8. idylické vesnice Horní Povelice, Bučávka, Hrozová a Piskořov